# Stanisław Czosnowski (aforysta)
Stanisław Czosnowski (ur. 26 kwietnia?/8 maja 1893 w Bożykowcach na Podolu, zm. 11 sierpnia 1944 w Warszawie) – polski prozaik, poeta, publicysta, jeden z najwybitniejszych aforystów dwudziestolecia międzywojennego; do wybuchu II wojny światowej sekretarz Sejmu Rzeczypospolitej Polskiej, w czasie okupacji niemieckiej żołnierz Armii Krajowej.

## Życiorys
Wywodził się ze starego rodu z Czosnowa na Mazowszu. Był synem Zdzisława i Marii z domu Skarbek. Studiował filozofię na uniwersytetach we Lwowie i w Wilnie. Pracował jako redaktor naczelny sprawozdań Parlamentu RP oraz sekretarz Polskiej Grupy Unii Międzyparlamentarnej. Podróżował po Afryce, Stanach Zjednoczonych i Kanadzie.
Podczas II wojny światowej zaangażował się w działalność konspiracyjną w Warszawie, gdzie wówczas mieszkał przy ulicy Uniwersyteckiej 1. Był redaktorem pierwszego konspiracyjnego pisma satyrycznego „Biały Koń”. W czasie powstania warszawskiego służył w IV Obwodzie AK w dzielnicy Ochota, którego dowódcą był ppłk. Mieczysław Sokołowski, ps. „Grzymała”. Brał udział w obronie Reduty Wawelskiej.

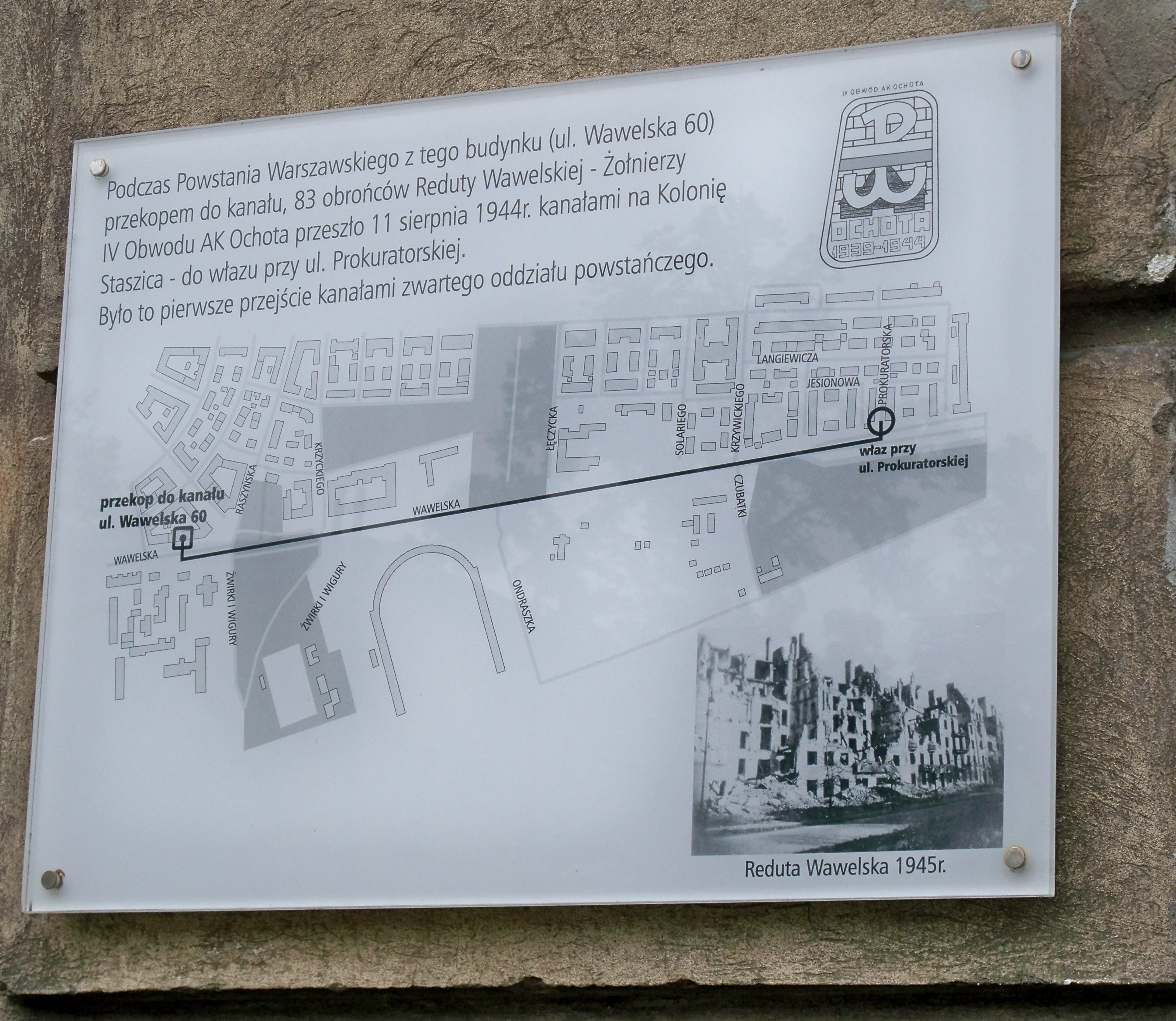
Tablica upamiętniająca Redutę Wawelską oraz przejście kanałami w czasie powstania warszawskiego

Zginął – wraz ze swoim 13-letnim synem – 11 sierpnia 1944 roku w rzezi cywilnej na Ochocie, został rozstrzelany przez żołnierzy Brygady Szturmowej SS „RONA” w bramie budynku przy ulicy Wawelskiej 60. Stanisława Czosnowskiego i jego syna pochowano w zbiorowej mogile na Cmentarzu Powstańców Warszawy przy ul. Wolskiej.

## Twórczość
- Z rozmyślań nad Anhellim (1917)[1].
- Idąca śmierć (Warszawa: Vita Nuova, 1922) – zbiór opowiadań, wpisujący się, zdaniem Krzysztofa Grudnika[5], w nurt tak zwanej literatury niesamowitej lub weird fiction[6].
- Prawda (1924) – opowiadanie opublikowane w „Bluszczu”[7].
- Ochrona praw autorskich w Stanach Zjednoczonych (1928)[1].
- Conradiana (1929) – artykuł opublikowany w „Epoce” nr 136 (1929)[8][9].

Cykl jego aforyzmów zatytułowany Opiłki literackie drukowały takie pisma, jak „Wiadomości Literackie”, „Dzień Polski”, „Nowy Kurier Polski” bądź „Epoka”. 
Miniatury aforystyczne Czosnowskiego znalazły swoje miejsce – obok Kazimiera Przerwy-Tetmajera, Karola Irzykowskiego, Aleksandra Świętochowskiego i innych – również w antologii Aforystyka dwudziestolecia wydanej przez Państwowy Instytut Wydawniczy w 1984 roku.

W recenzji książki Idąca śmierć Czosnowskiego Stefan Grabiński pisze: 
„Wstępuje Stanisław Czosnowski w literackie szranki jako artysta świadom swych środków i celów. Przynosi z sobą młodzieńczą świeżość pomysłów, styl piękny, wytworny i myśl pogłębioną widocznie przez filozoficzną dyscyplinę; jest artystą – myślicielem w oryginalnym, mocno swoistym profilu”. 
Teksty fantastyczne z elementami grozy, artykuły, wiersze i aforyzmy autorstwa Czosnowskiego drukowano w różnych magazynach, ale jeśli chodzi o wydawnictwa zwarte, dorobek pisarza jest niewielki, z czasem o literacie niemal zapomniano.

## Rodzina
Żoną brata aforysty, Wacława Czosnowskiego, była Wanda Czosnowska (ur. 1905, córka Franciszka Białokura), bratanicą zaś ich córka, Marta Czosnowska-Brosowska (ur. 1929, zm. 2019). Obie służyły w batalionie „Oaza” na Sadybie, brały udział w powstaniu warszawskim, pierwsza jako peżetka, druga, mając jedynie 14 lat, jako sanitariuszka. 
Aforysta był krewnym Josepha Conrada, bowiem ciotecznym rodzeństwem jego dziadka, Wacława Czosnowskiego, byli bracia Tadeusz i Stefan Bobrowscy oraz ich siostra Ewa, żona Apolla Korzeniowskiego, matka Conrada.